# Prthivi Corona
Prthivi Corona est une corona, formation géologique en forme de couronne, située sur la planète Vénus par 10,8° N et 248,5° E. Elle est localisée dans le quadrangle d'Hecate Chasma. Elle a été nommée en référence à Prthivi, déesse mère chez les Hindou (Inde). 

## Géographie et géologie
Prthivi Corona couvre une surface circulaire d'environ 375 km de diamètre. 